# Ángeles López Artiga
Ángeles López Artiga (Masamagrell, 10 de abril de 1939) es una compositora, cantante, pianista y pedagoga española, catalogada dentro del movimiento cultural neoexpresionista.

## Biografía
Realizó sus estudios en el Conservatorio Superior de Música Joaquín Rodrigo de Valencia, en donde recibió el Premio Mercedes Massí al mejor expediente académico. Posteriormente, realizó estudios en el Real Conservatorio Superior de Música de Madrid,  en la Hochschule für Musik und darstellende Kunst y en el Mozarteum de Salzburgo. Se formó con el tenor Giacomo Lauri-Volpi, y  con el compositor José Báguena Soler.

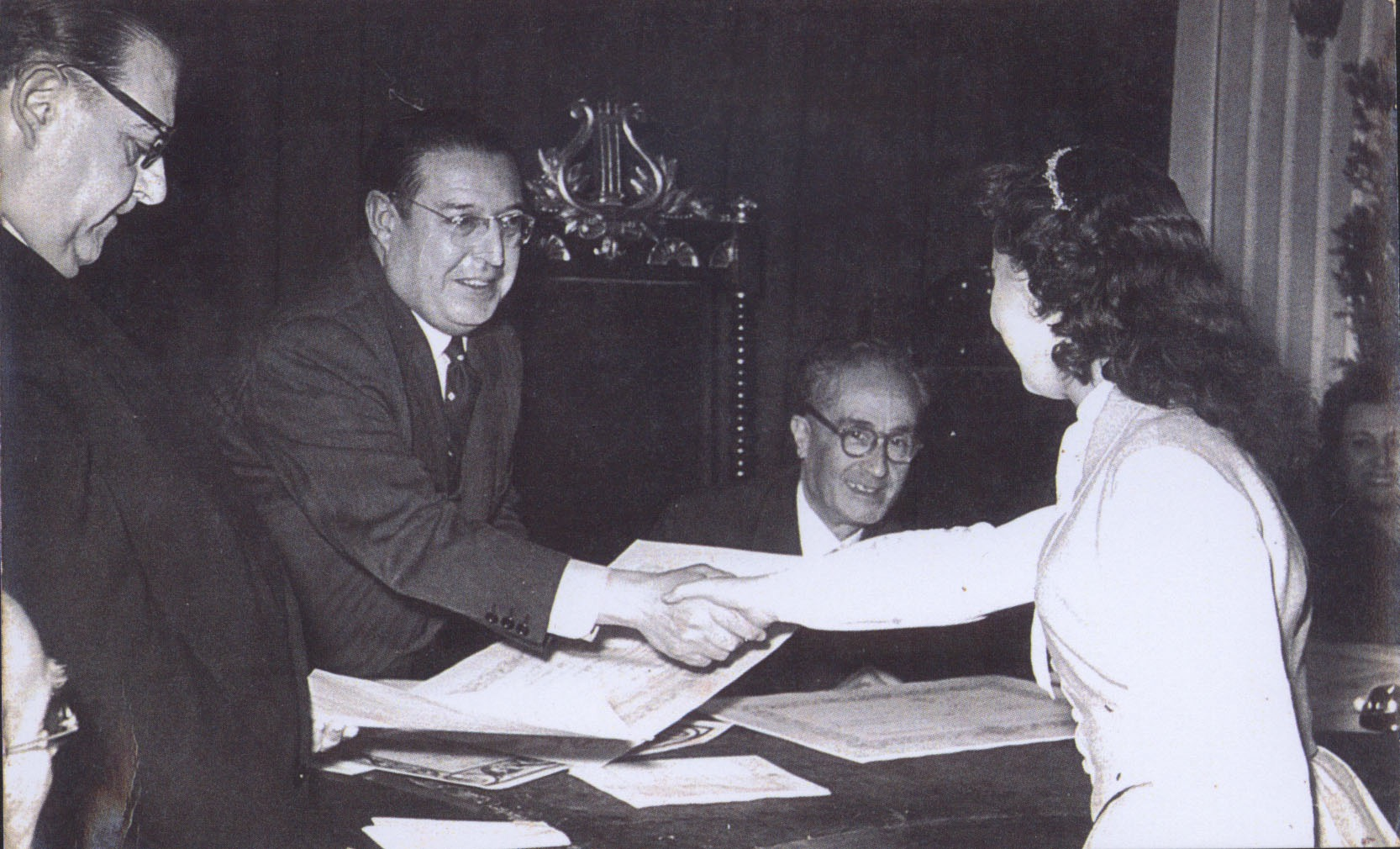
El 22 de noviembre de 1955 Ángeles recibe en el Conservatorio de Música de Valencia el premio extraordinario fin de carrera elemental de piano. Sentado en la foto se encuentra el compositor Manuel Palau.

Como compositora tiene editadas, obras sinfónicas, sonatas, ciclos de canciones, obras para piano y música de cámara. Sus composiciones han sido estrenadas en Holanda, Bélgica, Austria, Alemania, Canadá, Estados Unidos, Dinamarca, Rusia e Italia entre otros países, por solistas como Walter Boeykens, Enrique García Asensio, Steven Mead o Dimitar Furnadjiev. Su ópera "El adiós de Elsa" se estrenó en Broadway, y “Los Inmortales” en la Universidad de Harvard,inspirada en poemas del poeta Vicente Aleixandre, y "Sonata para voz y piano", basada en textos de Jorge Guillén que ha sido la primera sonata que se ha escrito en la historia de la música para voz y piano. El Instituto Valenciano de la Música estrenó una obra suya para orquesta con motivo de la conmemoración internacional del Año Max Aub.
Ha grabado en los estudios centrales de Radio Nacional en Prado del Rey. Grabó doce álbumes como compositora.
Como cantante ha realizado giras tanto por España como por Europa y América, con apariciones en la Berliner Philharmonie, Musikverein de Viena, Mozarteum de Salzburgo, Palacio de la Música de Valencia, Palacio de la Música Catalana y los auditorios de Madrid, Viena, Budapest, Moscú, Roma, Milán, Copenhague y Boston. Ha dado cursos en Roma, promovidos por la Universidad de Bolonia, y ha viajado como pianista acompañando primeras figuras.
Ha editados libros como pedagoga, e investigó la figura del compositor castellonense José Pradas Gallén.
Ha formado parte  jurado en el concurso de voces líricas “Giacomo Lauri-Volpi” de Latina, en Roma y en el International Singing Competition que patrocina la Ópera Nacional de Hungría,el Theather im Pfalzbau de Ludwigshafen, la Ópera de Kiev y la UNESCO. También ha formado parte de la comisión de incentivos a la creación de la Fundación SGAE.
Le ha sido otorgado el premio “Ausias March” por su importante contribución a la música como intérprete, creadora y musicóloga, así como el premio "Paseo del Mérito Pago de Tharsys" en reconocimiento a su carrera artística, creativa y docente y el premio “Isabel de Villena” por su defensa de la dignidad de la mujer en el ámbito público y de su país. También ha sido designada como “Insigne de la Música Valenciana” por la Muy Ilustre Academia de la Música Valenciana.
Ha sido catedrática numeraria del Conservatorio Superior de Música de Valencia, directora del Instituto de Musicología de la IVEI de la Generalidad Valenciana, ha formado parte del Consejo Asesor de las Artes de la Universidad Internacional de Valencia (VIU) y miembro del Consejo Valenciano de Cultura. Dirige desde 1992 el ciclo de conferencias y conciertos Las Artes En Paralelo en el Palau de la Música de Valencia.
Es Hija Predilecta de Massamagrell, su pueblo natal. Es Hija Adoptiva de la ciudad de Valencia, su lugar de residencia.

### Premios y reconocimientos
- Premio Extraordinario Fin de Carrera Elemental de Piano. Conservatorio Superior de Música de Valencia.
- Premio Extraordinario Fin de Carrera Superior de Piano. Conservatorio Superior de Música de Valencia.
- Premio Nacional de Piano. IV Certamen Nacional de Valladolid.
- Premio Extraordinario de Declamación Lírica. Conservatorio Superior de Música de Valencia.
- Premio Extraordinario Fin de Carrera de Canto. Conservatorio Superior de Música de Valencia.
- Premio Mercedes Massí al mejor expediente por méritos académicos.
- Premio y Diploma de Honor en el Concurso Internacional de Canto María Canals de Barcelona.
- Premio Unión Musical Española del concurso-memorial “Eduardo López-Chávarri”. Modalidad de Canto. Valencia.
- Insignia de oro de la Sociedad Unión Musical de Lliria.
- Medalla Conmemorativa del 75 aniversario de la Sociedad Unión Musical de Lliria.
- Hija predilecta de Massamagrell.
- Premio Ausias March por su importante contribución a la música como intérprete, creadora y musicóloga.
- Premio "Paseo del Mérito Pago de Tharsys" en reconocimiento a su carrera artística, creativa y docente.
- Premio “Isabel de Villena” por su defensa de la dignidad de la mujer en el ámbito público y de su país.
- Insigne de la Música Valenciana por la Muy Ilustre Academia de la Música Valenciana.
- Hija Adoptiva de la ciudad de Valencia.

## Catálogo de obras
| Año  | Opus    | N.º | Título de Obra                          | Título de número                    | Instrumentación                         | Edición                   |
| ---- | ------- | --- | --------------------------------------- | ----------------------------------- | --------------------------------------- | ------------------------- |
| 1979 | Opus 01 |     | Cançó de bres per a Marta               |                                     | Voz y piano                             |                           |
| 1980 | Opus 02 |     | Guamiliana                              |                                     | Bombardino y piano                      | Piles Editorial de Música |
| 1980 | Opus 02 |     | Guamiliana                              |                                     | Adaptación para violín y piano          |                           |
| 1980 | Opus 03 |     | Nana para el niño Jesús                 |                                     | Coro mixto                              |                           |
| 1980 | Opus 03 |     | Nana para el niño Jesús                 |                                     | Adaptación para voz y piano             |                           |
| 1980 | Opus 04 |     | Ferraro                                 |                                     | Banda sinfónica                         | Piles Editorial de Música |
| 1980 | Opus 05 |     | Madre en la puerta hay un niño          |                                     | Voz y piano                             |                           |
| 1980 | Opus 06 |     | Suite Académica                         |                                     | Orquesta de cuerda                      |                           |
| 1981 | Opus 07 | 1   | Caminos                                 | Molinero, molinero…                 | Voz y piano                             | Piles Editorial de Música |
| 1981 | Opus 07 | 2   | Caminos                                 | Aquel sombrero de monte             | Voz y piano                             | Piles Editorial de Música |
| 1981 | Opus 07 | 3   | Caminos                                 | Alalá                               | Voz y piano                             | Piles Editorial de Música |
| 1981 | Opus 07 | 4   | Caminos                                 | A la voreta del mar                 | Voz y piano                             | Piles Editorial de Música |
| 1981 | Opus 07 | 5   | Caminos                                 | Cuando vengas de la siega           | Voz y piano                             | Piles Editorial de Música |
| 1981 | Opus 07 | 6   | Caminos                                 | Seguidillas del jo y ja             | Voz y piano                             | Piles Editorial de Música |
| 1981 | Opus 07 | 7   | Caminos                                 | Zapateado                           | Voz y piano                             | Piles Editorial de Música |
| 1981 | Opus 08 | 1   | Intimismos                              | Mujer de barro                      | Voz y piano                             | Piles Editorial de Música |
| 1981 | Opus 08 | 2   | Intimismos                              | Hombre pequeñito                    | Voz y piano                             | Piles Editorial de Música |
| 1981 | Opus 08 | 3   | Intimismos                              | Canción                             | Voz y piano                             | Piles Editorial de Música |
| 1981 | Opus 08 | 4   | Intimismos                              | Pensamiento raro                    | Voz y piano                             | Piles Editorial de Música |
| 1981 | Opus 09 | 1   | Tres canciones españolas                | Boga, boga                          | Voz y piano                             | Rivera Editores           |
| 1981 | Opus 09 | 2   | Tres canciones españolas                | El roble                            | Voz y piano                             | Rivera Editores           |
| 1981 | Opus 09 | 3   | Tres canciones españolas                | Molinera                            | Voz y piano                             | Rivera Editores           |
| 1981 | Opus 10 | 1   | Dos impresiones                         | Memento                             | Voz y piano                             |                           |
| 1981 | Opus 10 | 2   | Dos impresiones                         | Torreperogil                        | Voz y piano                             |                           |
| 1982 | Opus 11 |     | Coral sin palabras                      |                                     | Coro mixto                              |                           |
| 1982 | Opus 12 | 1   | Tríptico                                | Translúcida                         | Voz y piano                             |                           |
| 1982 | Opus 12 | 2   | Tríptico                                | Toma                                | Voz y piano                             |                           |
| 1982 | Opus 12 | 3   | Tríptico                                | Dame                                | Voz y piano                             |                           |
| 1982 | Opus 12 | 1   | Tríptico                                | Translúcida                         | Adaptación para voz y guitarra          |                           |
| 1982 | Opus 12 | 3   | Tríptico                                | Dame                                | Adaptación para voz y guitarra          |                           |
| 1983 | Opus 13 |     | Sonata para clarinete y piano           |                                     | Clarinete y piano                       | Piles Editorial de Música |
| 1983 | Opus 14 | 1   | Dos nanas                               | Nana n.º 1                          | Voz y piano                             |                           |
| 1983 | Opus 14 | 2   | Dos nanas                               | Nana n.º 2                          | Voz y piano                             |                           |
| 1983 | Opus 14 | 1   | Dos nanas                               | Nana n.º 1                          | Adaptación para voz y grupo de viento   |                           |
| 1983 | opus 14 | 2   | Dos nanas                               | Nana n.º 2                          | Adaptación para voz y grupo de viento   |                           |
| 1984 | Opus 15 | 1   | Simbolismos                             | Escarcha                            | Voz y piano                             | Piles Editorial de Música |
| 1984 | Opus 15 | 2   | Simbolismos                             | Rocío Negro                         | Voz y piano                             | Piles Editorial de Música |
| 1984 | Opus 15 | 3   | Simbolismos                             | Confieso                            | Voz y piano                             | Piles Editorial de Música |
| 1984 | Opus 16 |     | Ya sé, ya sé...                         |                                     | Voz y piano                             |                           |
| 1984 | Opus 17 | 1   | Seis piezas breves                      | Polka                               | Clarinete y piano                       |                           |
| 1984 | Opus 17 | 2   | Seis piezas breves                      | Polonesa                            | Clarinete y piano                       |                           |
| 1984 | Opus 17 | 3   | Seis piezas breves                      | Tarantela                           | Clarinete y piano                       |                           |
| 1984 | Opus 17 | 4   | Seis piezas breves                      | Moderato                            | Clarinete y piano                       |                           |
| 1984 | Opus 17 | 5   | Seis piezas breves                      | Grave                               | Clarinete y piano                       |                           |
| 1984 | Opus 17 | 6   | Seis piezas breves                      | Lento                               | Clarinete y piano                       |                           |
| 1986 | Opus 18 | 1   | Dos canciones tristes                   | Calladita                           | Voz y piano                             |                           |
| 1986 | Opus 18 | 2   | Dos canciones tristes                   | Lágrima                             | Voz y piano                             |                           |
| 1987 | Opus 19 | 1   | Siete canciones infantiles              | Canción cantada                     | Coro de voces blancas y piano           | Piles Editorial de Música |
| 1987 | Opus 19 | 2   | Siete canciones infantiles              | La Lola                             | Coro de voces blancas y piano           | Piles Editorial de Música |
| 1987 | Opus 19 | 3   | Siete canciones infantiles              | Balada de un día de julio           | Coro de voces blancas y piano           | Piles Editorial de Música |
| 1987 | Opus 19 | 4   | Siete canciones infantiles              | Campana                             | Coro de voces blancas y piano           | Piles Editorial de Música |
| 1987 | Opus 19 | 5   | Siete canciones infantiles              | El lagarto esta llorando            | Coro de voces blancas y piano           | Piles Editorial de Música |
| 1987 | Opus 19 | 6   | Siete canciones infantiles              | Primera página                      | Coro de voces blancas y piano           | Piles Editorial de Música |
| 1987 | Opus 19 | 7   | Siete canciones infantiles              | Canción tonta                       | Coro de voces blancas y piano           | Piles Editorial de Música |
| 1987 | Opus 20 |     | Sonata para voz y piano                 |                                     | Voz y piano                             | Piles Editorial de Música |
| 1988 | Opus 21 |     | Suite                                   |                                     | Oboe, clarinete, saxofón alto y piano   |                           |
| 1988 | Opus 22 | 1   | Los inmortales                          | La Tierra                           | Piano                                   | Piles Editorial de Música |
| 1988 | Opus 22 | 2   | Los inmortales                          | El aire                             | Piano                                   | Piles Editorial de Música |
| 1988 | Opus 22 | 3   | Los inmortales                          | La Lluvia                           | Piano                                   | Piles Editorial de Música |
| 1988 | Opus 22 | 4   | Los inmortales                          | El Sol                              | Piano                                   | Piles Editorial de Música |
| 1988 | Opus 22 | 5   | Los inmortales                          | La Palabra                          | Piano                                   | Piles Editorial de Música |
| 1988 | Opus 22 | 6   | Los inmortales                          | El Mar                              | Piano                                   | Piles Editorial de Música |
| 1988 | Opus 22 | 7   | Los inmortales                          | El Fuego                            | Piano                                   | Piles Editorial de Música |
| 1988 | Opus 23 | 1   | Dos igual a uno                         | Esa que ustedes ven                 | Voz y piano                             |                           |
| 1988 | Opus 23 | 2   | Dos igual a uno                         | Soy así                             | Voz y piano                             |                           |
| 1988 | Opus 24 |     | Rondó                                   |                                     | Orquesta de cuerda                      |                           |
| 1989 | Opus 25 |     | Divertimento a 3                        |                                     | Dos clarinetes y fagót                  | Tot per l'aire Ediciones  |
| 1990 | Opus 26 |     | Sonata de Abril                         |                                     | Violonchelo y piano                     | Piles Editorial de Música |
| 1990 | Opus 27 |     | Zapateado en forma de Rondó             |                                     | Orquesta de Cámara                      | Piles Editorial de Música |
| 1991 | Opus 22 | 1   | Los inmortales                          | La Tierra                           | Adaptación para orquesta sinfónica      | Piles Editorial de Música |
| 1991 | Opus 22 | 2   | Los inmortales                          | El aire                             | Adaptación para orquesta sinfónica      | Piles Editorial de Música |
| 1991 | Opus 22 | 3   | Los inmortales                          | La Lluvia                           | Adaptación para orquesta sinfónica      | Piles Editorial de Música |
| 1991 | Opus 22 | 4   | Los inmortales                          | El Sol                              | Adaptación para orquesta sinfónica      | Piles Editorial de Música |
| 1991 | Opus 22 | 5   | Los inmortales                          | La Palabra                          | Adaptación para orquesta sinfónica      | Piles Editorial de Música |
| 1991 | Opus 22 | 6   | Los inmortales                          | El Mar                              | Adaptación para orquesta sinfónica      | Piles Editorial de Música |
| 1991 | Opus 22 | 7   | Los inmortales                          | El Fuego                            | Adaptación para orquesta sinfónica      | Piles Editorial de Música |
| 1992 | Opus 28 | 1   | Ensayos                                 | Julieta Capuleto                    | Piano                                   | Piles Editorial de Música |
| 1992 | Opus 28 | 2   | Ensayos                                 | George Sand                         | Piano                                   | Piles Editorial de Música |
| 1992 | Opus 28 | 3   | Ensayos                                 | Teresa de Jesús                     | Piano                                   | Piles Editorial de Música |
| 1992 | Opus 28 | 4   | Ensayos                                 | Juana I                             | Piano                                   | Piles Editorial de Música |
| 1992 | Opus 28 | 5   | Ensayos                                 | Salomé                              | Piano                                   | Piles Editorial de Música |
| 1992 | Opus 28 | 6   | Ensayos                                 | Marie Curie                         | Piano                                   | Piles Editorial de Música |
| 1992 | Opus 28 | 7   | Ensayos                                 | Electra                             | Piano                                   | Piles Editorial de Música |
| 1992 | Opus 29 | 1   | Dos canciones                           | Visión                              | Voz y piano                             |                           |
| 1992 | Opus 29 | 2   | Dos canciones                           | Tus blancas melodías                | Voz y piano                             |                           |
| 1993 | Opus 08 | 1   | Intimismos                              | Mujer de barro                      | Adaptación para soprano y orquesta      | Piles Editorial de Música |
| 1993 | Opus 08 | 2   | Intimismos                              | Hombre pequeñito                    | Adaptación para soprano y orquesta      | Piles Editorial de Música |
| 1993 | Opus 08 | 3   | Intimismos                              | Canción                             | Adaptación para soprano y orquesta      | Piles Editorial de Música |
| 1993 | Opus 08 | 4   | Intimismos                              | Pensamiento raro                    | Adaptación para soprano y orquesta      | Piles Editorial de Música |
| 1993 | Opus 30 |     | Himno al Santísimo Cristo de la Vida    |                                     | Dos voces y órgano                      |                           |
| 1994 | Opus 31 |     | Big apple suite                         |                                     | Orquesta                                | Piles Editorial de Música |
| 1994 | Opus 32 | 1   | Homenajes                               | Los mismos ojos                     | Voz y piano                             |                           |
| 1994 | Opus 32 | 2   | Homenajes                               | Enigma                              | Voz y piano                             |                           |
| 1994 | Opus 32 | 3   | Homenajes                               | Primavera siempre                   | Voz y piano                             |                           |
| 1995 | Opus 33 | 1   | Seis voces y una lira                   | Vientos                             | Voz y piano                             | Piles Editorial de Música |
| 1995 | Opus 33 | 2   | Seis voces y una lira                   | El reloj y la muerte                | Voz y piano                             | Piles Editorial de Música |
| 1995 | Opus 33 | 3   | Seis voces y una lira                   | Para desconocer la primavera        | Voz y piano                             | Piles Editorial de Música |
| 1995 | Opus 33 | 4   | Seis voces y una lira                   | Rosas de octubre                    | Voz y piano                             | Piles Editorial de Música |
| 1995 | Opus 33 | 5   | Seis voces y una lira                   | La espera                           | Voz y piano                             | Piles Editorial de Música |
| 1995 | Opus 33 | 6   | Seis voces y una lira                   | Himno a Venus                       | Voz y piano                             | Piles Editorial de Música |
| 1995 | Opus 34 | 1   | Tres tiempos de amor                    | Varios efectos del amor             | Soprano, mezzosoprano y piano           |                           |
| 1995 | Opus 34 | 2   | Tres tiempos de amor                    | Para desconocer la primavera        | Soprano, mezzosoprano y piano           |                           |
| 1995 | Opus 34 | 3   | Tres tiempos de amor                    | Dame                                | Soprano, mezzosoprano y piano           |                           |
| 1995 | Opus 31 |     | Big Apple Suite                         | 1.er movimiento: Broadway           | Adaptación para violín y contrabajo     |                           |
| 1998 | Opus 35 |     | Renaixença                              |                                     | Coro mixto                              |                           |
| 1998 | Opus 36 |     | Cant de Mort                            |                                     | Orquesta sinfónica, dos solistas y coro | Piles Editorial de Música |
| 1999 | Opus 37 |     | El Adiós de Elsa                        |                                     | Opera                                   | Piles Editorial de Música |
| 2001 | Opus 38 | 1   | Tres momentos con “Loba” y un epílogo   | Lo fugitivo permanece y dura        | Voz y piano                             | Tot per l'aire Ediciones  |
| 2001 | Opus 38 | 2   | Tres momentos con “Loba” y un epílogo   | Tú, planetaria                      | Voz y piano                             | Tot per l'aire Ediciones  |
| 2001 | Opus 38 | 3   | Tres momentos con “Loba” y un epílogo   | Los yertos moradores de la ausencia | Voz y piano                             | Tot per l'aire Ediciones  |
| 2001 | Opus 38 | 4   | Tres momentos con “Loba” y un epílogo   | Una postal de nieve                 | Voz y piano                             | Tot per l'aire Ediciones  |
| 2003 | Opus 39 |     | Yo vivo. In memoriam, Max Aub           |                                     | Voz y orquesta de cámara                | Piles Editorial de Música |
| 2003 | Opus 37 |     | El Adiós de Elsa                        | Ballet de la ópera homónima         | Adaptación para Vi, Tr, Cb y Piano      | Piles Editorial de Música |
| 2003 | Opus 31 |     | Big Apple Suite                         | 1.er movimiento: Broadway           | Reducción para piano                    |                           |
| 2010 | Opus 40 | 1   | Criselefantina (Tres Danzas para Piano) | Frívola                             | Piano                                   | Piles Editorial de Música |
| 2010 | Opus 40 | 2   | Criselefantina (Tres Danzas para Piano) | Sensual                             | Piano                                   | Piles Editorial de Música |
| 2010 | Opus 40 | 3   | Criselefantina (Tres Danzas para Piano) | Exótica                             | Piano                                   | Piles Editorial de Música |
| 2011 | Opus 41 |     | Animus nebula                           |                                     | Violonchelo y orquesta                  | Piles Editorial de Música |
| 2011 | Opus 41 |     | Animus nebula                           |                                     | Violonchelo y piano                     | Piles Editorial de Música |
| 2013 | Opus 42 |     | Aleluya                                 |                                     | Voz y piano                             |                           |
| 2014 | Opus 43 | 1   | Cartas al Señor de Bergerac             | En la mañana de mis días            | Piano                                   | Piles Editorial de Música |
| 2014 | Opus 43 | 2   | Cartas al Señor de Bergerac             | En mis sueños…                      | Piano                                   | Piles Editorial de Música |
| 2014 | Opus 43 | 3   | Cartas al Señor de Bergerac             | ¡Desperté!                          | Piano                                   | Piles Editorial de Música |
| 2016 | Opus 44 |     | Tocatta                                 |                                     | Piano                                   | Piles Editorial de Música |
| 2018 | Opus 28 |     | Electra (Opus 28, ensayo n.º 7)         |                                     | Adaptación cuarteto de cuerda y piano   | Piles Editorial de Música |
| 2019 | Opus 45 | 1   | Soliloquios con la luna                 | Le pregunto                         | Piano                                   | Piles Editorial de Música |
| 2019 | Opus 45 | 2   | Soliloquios con la luna                 | Insisto                             | Piano                                   | Piles Editorial de Música |
| 2019 | Opus 45 | 3   | Soliloquios con la luna                 | Me mira                             | Piano                                   | Piles Editorial de Música |
| 2019 | Opus 45 | 4   | Soliloquios con la luna                 | ¡Buenas noches!                     | Piano                                   | Piles Editorial de Música |
| 2019 | Opus 10 | 1   | Dos impresiones                         | Memento                             | Adaptación para voz piano y violochelo  |                           |
| 2019 | Opus 10 | 2   | Dos impresiones                         | Torreperogil                        | Adaptación para voz piano y violochelo  |                           |
| 2020 | Opus 46 | 1   | Klimt. Obras para Piano                 | Flught                              | Piano                                   | Piles Editorial de Música |
| 2020 | Opus 46 | 2   | Klimt. Obras para Piano                 | Unrue                               | Piano                                   | Piles Editorial de Música |
| 2020 | Opus 46 | 3   | Klimt. Obras para Piano                 | Leidenshaft                         | Piano                                   | Piles Editorial de Música |
| 2024 | Opus 42 |     | Aleluya                                 |                                     | Adaptación para voz y orquesta          | Tot per l'aire Ediciones  |

## Discografía
- "Ángeles López Artiga canta Beethoven, Ravel y Ángeles López Artiga". Soprano: Ángeles López Artiga. Piano: Margarita Conte. Contiene Caminos(Ángeles López Artiga), Intimismos(Ángeles López Artiga), Ah Pérfido (L. Van Beethoven), Dos melodías Hebraicas(Maurice Ravel). LP. XC0001 SGAE. Xirivella Records.1984.

- "Pasodobles". Banda Sinfónica La Artística de Buñol. Director: Henrie Adams. Contiene obras de P. Marquina, J. Martín, M. Penella y Ángeles López Artiga. CD. 500014. World Wind Music. 1995.

- "Los Inmortales". Joven Orquesta de la Comunidad Valenciana. Director: Henrie Adams. Contiene obras de M. Palau, J. Rodrigo, J. Báguena Soler y Ángeles López Artiga. CD. 399270. Mirasound Classics. 1997.

- "Cants a la Patria". Coral popular de “Lo Rat Penat”. Dirección: Rosa Bartual. Contiene: Obras de V. Sanjosé, M. Palau, V. de Miguel, A. Alamán, S. Sansaloni, M. Asensi, S. Chuliá, J. Benlloch, J, Climent, B. Adam, G. Verdi y Ángeles López Artiga. CD.SGAE 764. EGT. 1998.

- "Villancicos y canciones infantiles". Escolanía de Ntra. Sra. De los Desamparados. Piano: Ángeles López Artiga. Director: Luis Garrido Jiménez. Contiene: Obras de E. López Chavarri, A.A. Chica, J. Climent, V. Pérez-Jorge, M. Salvador, L, Bedmar, J.M. Gomar y Ángeles López Artiga.CD. 781-C. E.G.Tabalet. 1999.

- "Música y poesía. Monografía de obras de Ángeles López Artiga para Canto y Piano". Soprano: Ángeles López Artiga. Piano: Jan Gruithuyzen. CD. 299288. Mirasound Classics Holland. 1998.

- "Tres Miradas sobre el Folclore español". Obras de Manuel de Falla, Federico García Lorca y Ángeles López Artiga. CD. SA0098. Factoría Autor.2004.

- "Pasodobleando". Banda de Música de Santa Cruz de Ribadulla. Director: J.L. Diéguez. Obras de José F. Pacheco, Pablo Sorozabal, Jef Penders y Ángeles López Artiga. CD. 2004.

- "Momento de Sonatas". Monografía sobre las sonatas de Ángeles López Artiga. M. García, violonchelo. E. Artiga, clarinete. F. Clemente, oboe. J.C. Alborch, violín. S. Tarrasó, trombón. P. Lluch, contrabajo. A. López Artiga, soprano y piano. J. Gruihuyzen, piano. CD. 003. AM Records. 2005.

- "Colección de Tonadillas: del siglo XVIII a E. Granados". Obras de Blas Laserna, A. Guerrero, J. Palomino, L. Misón, P. Esteve, V. Galván, J. Valledor, F. Ferandiere, M. Bustos, M. Pla, J. castel, E. Granados. Soprano : Ángeles López Artiga. Piano: José Madrid. CD. SRD – 336. Tañidos. 2006.

- "Ángeles López Artiga. Obras para piano". Monografía de obras para piano de Ángeles López Artiga. Piano: Ángeles López Artiga. CD. SRD – 348. Tañidos. 2007.

- "Ángeles López Artiga. Obras para canto y piano". Monografía de obras para canto y piano de Ángeles López Artiga. Soprano: Ángeles López Artiga. Piano: José Madrid. CD. SRD – 387. Tañidos. 2010.

## Publicaciones
- Escuela del Bajo Cifrado. Real Musical. Madrid. 1988. Depósito legal:M 42173-1988

- Método de acompañamiento improvisado para instrumentos de teclado. Piles. Valencia 2003. isbn: 8486106400

- La transposición: teoría y práctica. Piles. Valencia. 1985. isbn 8486106060

- Las Artes en Paralelo. Instituto de Estudios Modernistas. Valencia. 2000. isbn:84955356260

- ¡Ah! del Célebre Confín. Piles. Valencia. 1983. Depósito legal: V868-1983

- El villancico-cantata de José Pradas (1689-1757). Institució Alfons El Magnánim. Valencia. 2002. isbn M801210-00-5